# Nagata-ku
Nagata-ku (長田区?) è uno dei nove quartieri di Kōbe, nella prefettura di Hyōgo, sull'isola di Honshū, in Giappone.